# IEEE 1667
IEE 1667 ("Standard Protocol for Authentication in Host Attachments of Transient Storage Devices"o "Protocolo estándar para la autenticación en anexos servidores de dispositivos de almacenamiento transitorio") es un estándar publicado y mantenido por el IEEE, que describe varios métodos para la autenticación de los dispositivos de almacenamiento transitorios, tales como unidades de memoria USB, cuando se introducen en un ordenador.
Dado que el protocolo es universal, que significa que es independiente de la plataforma del sistema operativo.